# Savin Bor
Savin Bor este un sat din comuna Petnjica, Muntenegru. Conform datelor de la recensământul din 2003, localitatea are 261 de locuitori (la recensământul din 1991 erau 349 de locuitori).

## Demografie
În satul Savin Bor locuiesc 175 de persoane adulte, iar vârsta medie a populației este de 31,6 de ani (29,5 la bărbați și 33,9 la femei). În localitate sunt 65 de gospodării, iar numărul mediu de membri în gospodărie este de 4,02.
|  |

| Demografie | Demografie | Demografie |
| An         | Locuitori  | Locuitori  |
| ---------- | ---------- | ---------- |
|            |            |            |
|            |            |            |
|            |            |            |
|            |            |            |
| 1948       | 261        |            |
| 1953       | 314        |            |
| 1961       | 373        |            |
| 1971       | 425        |            |
| 1981       | 472        |            |
| 1991       | 349        | 338        |
| 2003       | 449        | 261        |

| \| Componența etnică conform recensământului din 2003[2] \| Componența etnică conform recensământului din 2003[2] \| Componența etnică conform recensământului din 2003[2] \| Componența etnică conform recensământului din 2003[2] \| Componența etnică conform recensământului din 2003[2] \| \| ----------------------------------------------------- \| ----------------------------------------------------- \| ----------------------------------------------------- \| ----------------------------------------------------- \| ----------------------------------------------------- \| \| \| \| \| \| \| \| Bosniaci \| Bosniaci \| \| 251 \| 96,16% \| \| Musulmani \| Musulmani \| \| 10 \| 3,83% \| \| necunoscută \| necunoscută \| \| 0 \| 0% \| |             |  |     |        |
| Componența etnică conform recensământului din 2003 |             |  |     |        |
| |             |  |     |        |
| Bosniaci | Bosniaci    |  | 251 | 96,16% |
| Musulmani | Musulmani   |  | 10  | 3,83%  |
| necunoscută | necunoscută |  | 0   | 0%     |